# 2001年世界運動會中華台北代表團
2001年世界運動會中華台北代表團是中華民國（台灣）以“中華台北”名義，參與在日本秋田舉行的2001年世界運動會。

## 獎牌統計

### 獎牌項目
正式項目
| 項目     | 金牌 | 銀牌 | 銅牌 | 總數 |
| -------- | ---- | ---- | ---- | ---- |
| 滑輪溜冰 | 2    | 2    | 2    | 6    |
| 撞球     | 1    | 0    | 1    | 2    |
| 健力     | 0    | 1    | 1    | 2    |
| 合球     | 0    | 0    | 1    | 1    |

邀請賽項目
| 項目 | 金牌 | 銀牌 | 銅牌 | 總數 |
| ---- | ---- | ---- | ---- | ---- |
| 槌球 | 0    | 1    | 0    | 1    |

### 獎牌得主
正式項目
| 獎牌 | 運動員 | 運動     | 項目                |
| ---- | --- | -------- | ------------------- |
| 金牌 | 楊清順 | 撞球     | 男子個人花式9號球   |
| 金牌 | 潘麗玲 | 滑輪溜冰 | 女子300公尺計時賽   |
| 金牌 | 潘麗玲 | 滑輪溜冰 | 女子500公尺爭先賽   |
| 銀牌 | 陳冠婷 | 健力     | 女子52公斤級        |
| 銀牌 | 潘怡蓁 | 滑輪溜冰 | 女子500公尺爭先賽   |
| 銀牌 | 潘怡蓁 | 滑輪溜冰 | 女子10000公尺積分賽 |
| 銅牌 | 陳純甄 | 撞球     | 女子個人花式9號球   |
| 銅牌 | 林士傑、黃堃誠、陳建廷 黃緯強、豐群政、張勝傑 黃振益、陳信宏、陳雯斐 鐘淑芬、陳美如、湯佳宜 洪綉婷、周湘茹、韓國瑾、曹婉如 | 合球     | 混合團體            |
| 銅牌 | 趙珍葉 | 健力     | 女子67.5公斤以上級  |
| 銅牌 | 潘怡蓁 | 滑輪溜冰 | 女子300公尺計時賽   |
| 銅牌 | 潘怡蓁 | 滑輪溜冰 | 女子20000公尺淘汰賽 |

邀請賽項目
| 獎牌 | 運動員                                                         | 運動 | 項目     |
| ---- | -------------------------------------------------------------- | ---- | -------- |
| 銀牌 | 王鏡台、李本烽、林廷漳 鄭煒彬、張國寶、李本淦 賴郭櫻花、許秋娟 | 槌球 | 混合團體 |

## 撞球
- 原永國：男子個人開侖（16強）
- 楊清順：男子個人花式9號球（ 金牌）
- 趙豐邦：男子個人花式9號球（16強）
- 陳純甄：女子個人花式9號球（ 銅牌）
- 柳信美：女子個人花式9號球（8強）

## 保齡球
- 曾聖賢：男子單人賽（第17名）
- 王幼鈴：女子單人賽（第5名）
- 曾聖賢、王幼鈴：混合雙打賽（第14名）

## 運動舞蹈
- 陳明祥、李佩珊：標準舞（第20名）
- 林文勇、廖家瑩：拉丁舞（第19名）

## 合球
- 選手：林士傑、黃堃誠、陳建廷、黃緯強、豐群政、張勝傑、黃振益、陳信宏、陳雯斐、鐘淑芬、陳美如、湯佳宜、洪綉婷、周湘茹、韓國瑾、曹婉如
  - 混合團體（ 銅牌）

## 健力
- 呂世武：男子67.5公斤級（第4名）
- 謝宗庭：男子67.5公斤級（第7名）
- 謝一慶：男子90公斤級（藥檢未過）
- 陳冠婷：女子52公斤級（ 銀牌）
- 陳葦綾：女子52公斤級（第6名）
- 林麗敏：女子52公斤級（第7名）
- 許小莉：女子67.5公斤級（第6名）
- 趙珍葉：女子67.5公斤以上級（ 銅牌）
- 李佳穗：女子67.5公斤以上級（失格）

## 花式滑輪
- 黃喬暉、翁慈霞：雙人花式（第4名）

## 滑輪溜冰
- 駱萱哲：
  - 男子300公尺計時賽（第6名）
  - 男子500公尺爭先賽（未晉級）
  - 男子15000公尺計點淘汰賽（未晉級）
  - 男子20000公尺淘汰賽（第14名）
- 劉昱伸：
  - 男子300公尺計時賽（第9名）
  - 男子500公尺爭先賽（8強）
  - 男子10000公尺計點淘汰賽（第13名）
  - 男子15000公尺計點淘汰賽（第18名）
  - 男子20000公尺淘汰賽（第16名）
- 陳偉銘：
  - 男子300公尺計時賽（第10名）
  - 男子500公尺爭先賽（未晉級）
  - 男子10000公尺計點淘汰賽（第12名）
  - 男子15000公尺計點淘汰賽（第10名）
  - 男子20000公尺淘汰賽（第8名）
- 蘇炳仁：
  - 男子300公尺計時賽（第18名）
  - 男子500公尺爭先賽（未晉級）
  - 男子10000公尺計點淘汰賽（第7名）
  - 男子15000公尺計點淘汰賽（第13名）
  - 男子20000公尺淘汰賽（第11名）
- 劉玲娥：
  - 女子300公尺計時賽（第6名）
  - 女子500公尺爭先賽（8強）
  - 女子5000公尺計點淘汰賽（第5名）
  - 女子10000公尺計點淘汰賽（第4名）
  - 女子20000公尺淘汰賽（第5名）
- 潘怡蓁：
  - 女子300公尺計時賽（ 銅牌）
  - 女子500公尺爭先賽（ 銀牌）
  - 女子5000公尺計點淘汰賽（第4名）
  - 女子10000公尺計點淘汰賽（ 銀牌）
  - 女子20000公尺淘汰賽（ 銅牌）
- 潘麗玲：
  - 女子300公尺計時賽（ 金牌）
  - 女子500公尺爭先賽（ 金牌）
  - 女子5000公尺計點淘汰賽（未晉級）
  - 女子10000公尺計點淘汰賽（第8名）
  - 女子20000公尺淘汰賽（第11名）
- 侯欣妤：
  - 女子300公尺計時賽（第10名）
  - 女子500公尺爭先賽（未晉級）
  - 女子5000公尺計點淘汰賽（第6名）
  - 女子10000公尺計點淘汰賽（第5名）
  - 女子20000公尺淘汰賽（第14名）

## 槌球（邀請賽）
- 王鏡台、李本烽、林廷漳、鄭煒彬、張國寶、李本淦、賴郭櫻花、許秋娟：混合團體（ 銀牌）

## 拔河（邀請賽）
- 女子選手：王薪琇、簡淑婕、曹惟翔、何欣怡、楊筑嵐、黃詠筑、陳光華、詹采芸、孫瑞敏、許海文
  - 女子480公斤級（第4名）

## 合氣道（邀請賽）
- 男選手：郭國泰、吳長輝、楊仁麟、王炳欽、呂承榮、蔡如林
- 女選手：王琇娟